# Colin Mackenzie
Colin Mackenzie (Londra, 26 marzo 1806 – Edimburgo, 22 ottobre 1881) è stato un militare britannico. Fu un ufficiale del Madras Army, attivo come ufficiale politico in Afghanistan.

## Gioventù
Nacque a Londra il 25 marzo 1806, figlio minore di Kenneth Francis Mackenzie (morto nel 1831) e di sua moglie, Anne Townsend, e fu battezzato nella chiesa di San Giacomo di Piccadilly. Suo padre, che apparteneva al ramo Redcastle del Mackenzie, era sto procuratore generale di Grenada e aveva subito grosse perdite durante le guerre contro la Francia, tra il 1793 e il 1815. Colin Mackenzie fu educato in una scuola del Cumberland, poi alla Dollar Academy nel Clackmannanshire e infine a Oswestry. Nel 1825 fu nominato cadetto di fanteria nella base di Madras della Compagnia britannica delle Indie orientali.
Mackenzie prestò servizio come aiutante del 48º Reggimento di fanteria nativa di Madras e del 1834 partecipò alla guerra di Coorg, durante la quale ricoprì anche la carica di vice-assistente del quartiermastro generale. Il suo servizio furo apprezzato dal generale di brigata al comando delle truppe. Nel 1836 accompagnò Henry Ducie Chads in una spedizione contro i pirati nello stretto di Malacca; Mackenzie era a bordo solo come passeggero, ma fu elogiato per il suo comportamento.

## Afghanistan
Nel 1840 Lord Auckland, governatore generale dell'India, lo scelse per il servizio in Afghanistan. Mackenzie inizialmente si distinse come assistente agente politico a Peshawar, agli ordini di George Russell Clerk, poi si recò a Kabul, dove si unì a un corpo di genieri che era stato creato da George Broadfoot, suo compagno di viaggio verso l'India. Mackenzie guidò fino a Gandamak l'avanguardia delle truppe di Robert Sale nella loro marcia verso Jalalabad. Tornò quindi a Kabul, dove fu posto al comando del forte di Nishan Khan, in cui si trovava il commissariato delle truppe di Shuja Shah Durrani. Era al comando di questo forte quando a Kabul scoppiò la rivolta afghana. Il 3 novembre 1841, in una posizione difficile, riuscì a farsi strada combattendo di notte.
Il mese successivo fu presente alla conferenza tra l'inviato britannico William Hay Macnaghten e Wazir Akbar Khan;  Mackenzie e Eldred Pottinger avevano cercato di dissuadere Macnaghten dal parteciparvi. Mackenzie, George St Patrick Lawrence e Macnaghten furono presi prigionieri e quest'ultimo fu ucciso da Akbar Khan. Mackenzie, in seguito liberato, rimase coinvolto nella ritirata da Kabul, durante la quale fu scelto come ostaggio. In questa posizione fu incaricato da Pottinger di portare lettere all'agente politico di Jalalabad e al generale George Pollock, che aveva raggiunto quella città. Mackenzie fu poi trasferito da Akbar Khan oltre l'Hindu Kush, insieme al resto degli ostaggi e dei prigionieri. All'arrivo delle forze di Pollock nelle vicinanze di Kabul, Mackenzie e gli altri prigionieri furono liberati a seguito del pagamento di un riscatto.
Prima di tornare in India, Mackenzie partecipò con Henry Havelock all'assalto del forte di Istaliff. A Mackenzie fu rifiutata la medaglia di Kabul e i sei mesi di paga che l'accompagnavano: gli fu concessa solo nel 1853, grazie l'intervento personale di Lord Dalhousie.

## India

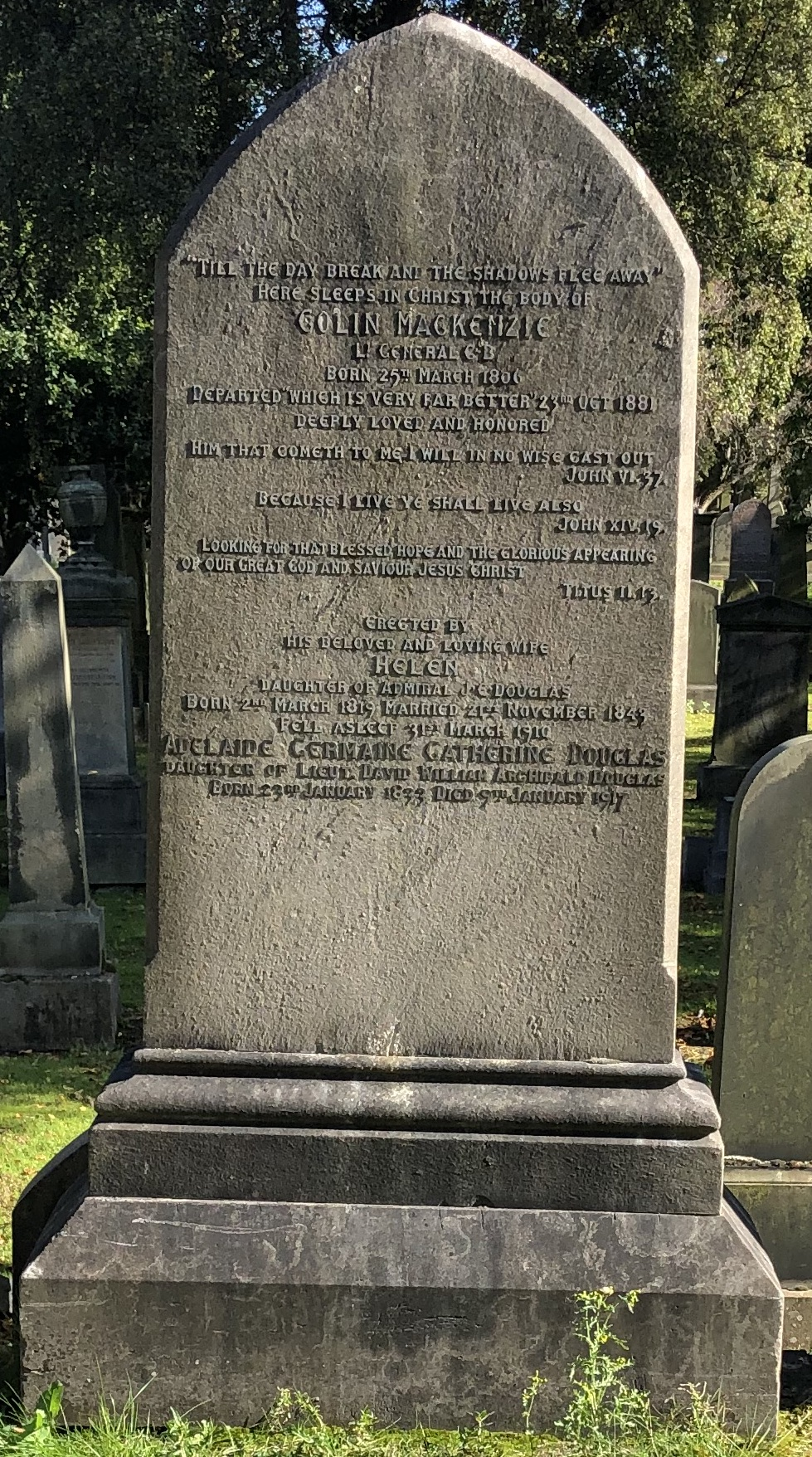
Lapide di Colin Mackenzie

In seguito Mackenzie prestò servizio sulla frontiera nord-occidentale per formare il 4º Reggimento Sikh, con il quale mantenne la pace lungo la frontiera durante la seconda guerra anglo-sikh. Incontrò Lord Dalhousie, che si fece un'alta opinione di lui. Mackenzie insistette con Lord Dalhousie sul fatto che Peshawar era la porta dell'India e non doveva essere ceduta. Era ancora capitano di reggimento quando, nel 1850, lord Dalhousie lo promosse brigadier generale al comando della divisione Ellichpur, del contingente di Hyderabad. Nel settembre 1855 Mackenzie teneva il suo nuovo comando da alcuni anni, quando in uno dei reggimenti di cavalleria del contingente si verificò un ammutinamento, durante il quale rimase ferito in occasione della processione di Muharram a Bollaram. Tornò quindi in Inghilterra per un certo periodo.
In seguito Mackenzie ricoprì la carica politica di agente del governatore generale presso il nawab del Bengala. Fu poi trasferito in uno dei dipartimenti civili dell'esercito, come sovrintendente al vestiario dell'esercito. Alcuni anni dopo rivendicò un comando di divisione nella sua stessa presidenza, comando che gli fu negato dal comandante in capo a causa della censura che gli era stata contestata per i fatti di Bollaram. Il governatore di Madras, Lord Napier, e uno dei membri del consiglio sottoposero la questione al segretario di Stato, che rifiutò di interferire.
Nel 1867 Mackenzie fu nominato compagno dell'Ordine del Bagno. Lasciò definitivamente l'India nel 1873 e morì a Edimburgo il 22 ottobre 1881. È sepolto nel cimitero di Grange, a Edimburgo.

## Famiglia
Nel maggio 1832 Mackenzie sposò in prime nozze Adeline, figlia maggiore di James Pattle, del servizio civile del Bengala. Adeline morì quattro anni dopo. Nel 1843 sposò in seconde nozze la figlia maggiore dell'ammiraglio John Erskine Douglas, Helen, che gli sopravvisse e pubblicò diverse opere sull'India e la biografia del marito. Un ritratto in fotoincisione di Mackenzie all'età di 74 anni è contenuto in Storms and Sunshine di Helen Mackenzie Douglas.